# Bir Nabala
Bir Nabala (àrab: بير نبالا, Bīr Nabālā; hebreu: ביר נבאלא‎) és un municipi palestí de la governació de Jerusalem, a Cisjordània, situat 8 kilòmetres al nord-est de Jerusalem. Segons l'Oficina Central Palestina d'Estadístiques tenia 5.631 habitants el 2016. Hi viuen tres tribus de beduïns: Abu Dhak, Tel al ‘Adassa i Jahalin. Bir Nabala té una àrea construïda de 1.904 dúnams, que combinada amb les properes al-Jib, Beit Hanina al Balad i al-Judeira formen una enclavament a la Zona de Separació, encerclada pel Mur de Cisjordània. A l'enclavament hi viuen aproximadament 15.000 palestins. Està enllaçada a Ramal·lah per passos inferiors i un camí que es tanca a banda i banda. Des de l'enclavament de Biddu, els residents viatgen per una carretera tancada que passa sota una carretera de circumval·lació cap a l'enclavament de Bir Nabala, després en un segon pas subterrani sota la carretera de circumval·lació 443 a Ramal·lah.

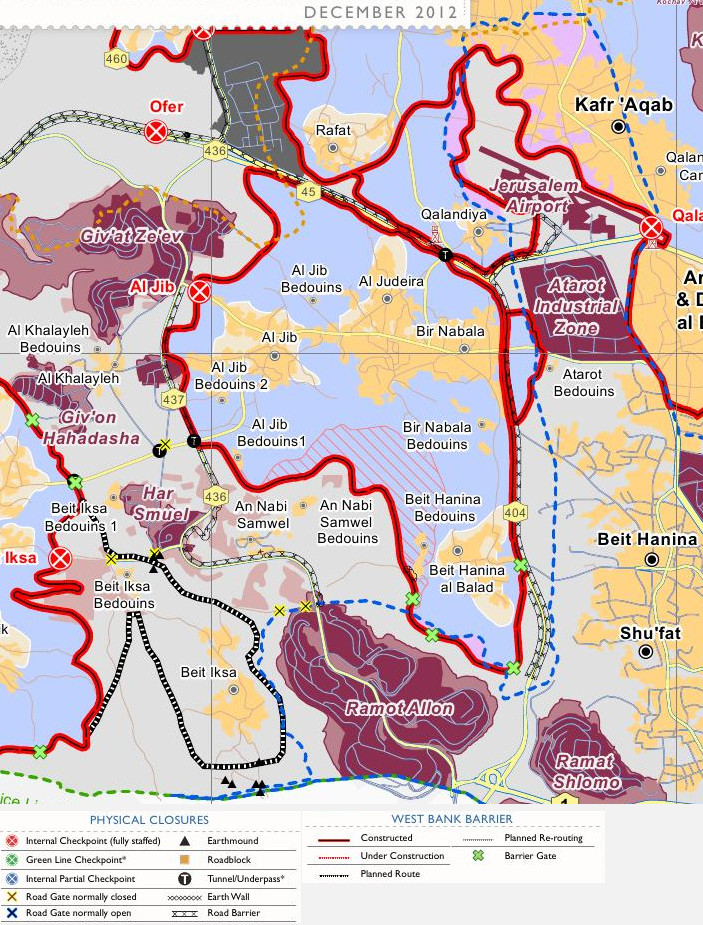
El Mur al nord de Jerusalem, que confina Bir Nabala a un enclavament sota control israelià.

Abans de la construcció del Mur, Bir Nabala era un centre comercial que unia Jenin i Tulkarm amb l'àrea de Jerusalem i la ciutat contenia unes 600 botigues i sis fàbriques de pneumàtics. El 2007, hi havia 180 botigues i dues fàbriques de pneumàtics.

## Història
S'hi ha trobat les restes d'una volta, datada de l'era dels croats.

### Època otomana
En 1517 el llogaret va ser inclòs en l'Imperi Otomà amb la resta de Palestina i en 1596 va aparèixer als registres fiscals com Bir Nabala, situada a la nàhiya de Jabal Quds del liwà d'al-Quds. La poblacíó era de 4 llars i 2 solters, tots musulmans. Pagaven un tipus impositiu del 33,3% sobre productes agrícoles, que inclouen blat, ordi, oliveres, vinyes, fruiters, cabres i ruscs, a més de «ingressos ocasionals»; un total de 1.300 akçe. En 1838 Edward Robinson assenyalà Bir Nebala en els seus viatges a la regió.
L'explorador francès Victor Guérin va visitar el lloc el 1863, i hi va trobar que tenia 130 habitants i que hi havia restes de l'era dels croats. Una llista oficial de llogaret otomans al voltant de 1870 va catalogar Bir Nebala amb 24 cases i una població de 100 residents, encara que el recompte de població només incloïa els homes adults.
En 1883 el Survey of Western Palestine (SWP) del Fons per a l'Exploració de Palestina la va descriure com «un poble de grandària moderada, elevada, amb una vall a l'oest. Hi ha algunes olives al voltant del lloc.» El 1896 es va estimar que la població de Bir Nebala era d'unes 420 persones.

### Mandat Britànic de Palestina
En el cens de Palestina de 1922, dut a terme per les autoritats del Mandat Britànic, Bir Nebala tenia 367 musulmans, incrementats en el cens de 1931 a 456 musulmans, en 106 cases habitades.
En 1945 la població de Bir Nebala consistia en 590 musulmans i l'àrea de terra era de 2,692 dúnams, segons una enquesta oficial de terra i població. D'aquests, 962 dúnams eren designats per a plantacions i regadiu, 783 per a cereals, mentre 21 dúnams eren sòl edificat.

### Després de 1948
Després de la Guerra araboisraeliana de 1948 i els acords d'armistici de 1949, Bir Nabala va quedar sota un règim d'ocupació jordana. Des de la Guerra dels Sis Dies en 1967, Bir Nabala ha romàs sota ocupació israeliana. Va ser a Bir Nabala que el 1994 el soldat israelià Nachson Wachsman va ser segrestat i assassinat.